# Zdeněk Kessler
Zdeněk Kessler (29. prosince 1926 Brno – 25. srpna 2003 Brno) byl český právník, soudce a předseda Ústavního soudu České republiky, po sametové revoluci krátce i československý poslanec Sněmovny lidu Federálního shromáždění za Občanské fórum, později za ODS. Jeho dcerou je někdejší senátorka a soudkyně Ústavního soudu Dagmar Lastovecká. Byl rovněž synovcem rektora Masarykovy univerzity Bohumila Baxy a tím i prasynovcem Karla Havlíčka Borovského.

## Biografie
Narodil se v rodině zaměstnance drah a prodavačky, po maturitě na reálném gymnáziu studoval Právnickou fakultu Masarykovy univerzity v Brně, kde promoval v roce 1949, ve stejném roce se stal doktorem práv. Po právnických studiích od roku 1949 do roku 1953 byl zaměstnán jako podnikový právník. Od roku 1946 byl aktivní v Československé straně národně socialistické, odmítal režim nastolený po roce 1948, byl proto sledován Státní bezpečností a roku 1953 byl odsouzen k 17 letům vězení za velezradu. Roku 1960 byl amnestován prezidentem Novotným.
V 90. letech se zasloužil o podrobné zveřejnění archivů Státní bezpečnosti, zejména po odhalení jeho vlastní zkušenosti s případem Vlastislava Chalupy, který tajně působil jako spolupracovník StB v československém exilu na Západě.[zdroj?]
Po volbách roku 1990 zasedl do Sněmovny lidu Federálního shromáždění (volební obvod Jihomoravský kraj) za Občanské fórum. Po rozkladu Občanského fóra v roce 1991 přešel do poslaneckého klubu ODS. V parlamentu setrval do ledna 1992, kdy rezignoval v důsledku svého zvolení do Ústavního soudu ČSFR. Ve federálním parlamentu byl členem předsednictva FS ČSFR, členem ústavněprávního výboru a předsedou mandátového a imunitního výboru.
V roce 1992 se stal soudcem Ústavního soudu ČSFR, po rozpadu Československa předsedou Ústavního soudu ČR. Na funkci rezignoval ze zdravotních důvodů krátce před smrtí. V roce 2002 mu Václav Havel udělil Řád Tomáše Garrigua Masaryka. V roce 2002 mu bylo uděleno čestné občanství města Brna a Řád čestné legie. V roce 2006 byl v rámci ocenění Právník roku uveden do právnické síně slávy.